# Kloster Bardzrakash

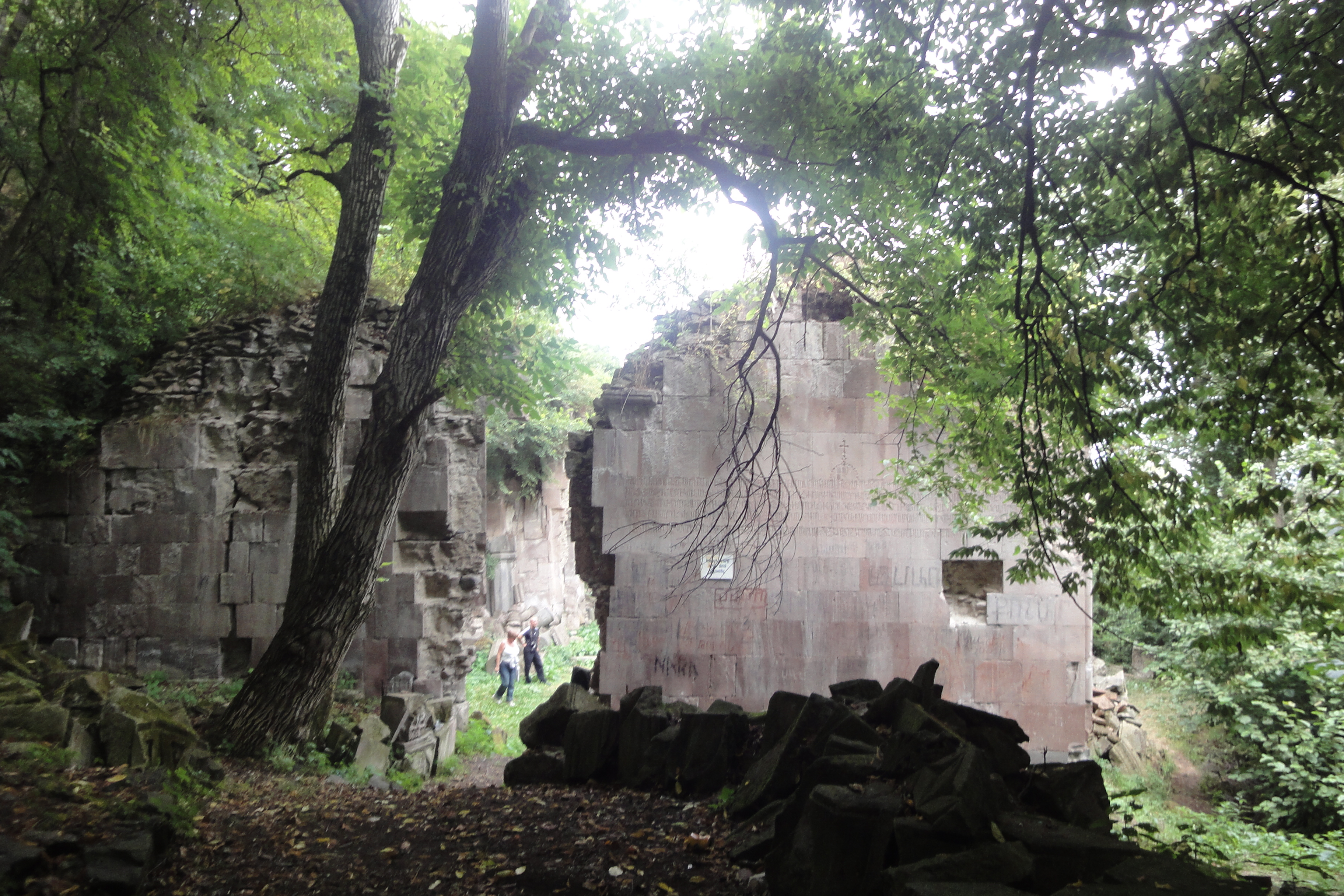
Kloster Bardzrakash

Kloster Bardzrakash  ist ein ehemaliges Kloster der Armenischen Apostolischen Kirche in  der nordarmenischen Provinz Lori, das dem heiligen Gregor geweiht war. Wegen seiner weißen Färbung wurde das Kloster auch Tchermak Vank (Weißes Kloster bzw. Schneekloster) genannt. Im Mittelalter war das Kloster Bardzrakash ein spirituelles und pädagogisches Zentrum Armeniens. Viele Mitglieder der mamikonidischen Fürstenfamilie erhielten dort eine Ausbildung. Heute ist es verlassen. Die Gebäude sind größtenteils zerstört und das Areal ist überwachsen.

## Lage
Das Kloster liegt inmitten dichter Wälder etwa 2 Kilometer nordöstlich des Dorfes Dsegh am Rande einer tiefen Schlucht am Ufer des Flusses Saghudzor. Desgh ist der Geburtsort des armenischen Schriftstellers und Dichters Howhannes Tumanjan. 

## Baubeschreibung
Der Klosterkomplex besteht aus zwei Kirchen, einem Gawit, einem Glockenturm, einer Kapelle und dem Friedhof der armenischen Königsfamilie Mamikonjan. Alle Gebäude wurden vom 10. bis zum 13. Jahrhundert aus Tuffstein, Felsit und Basaltstein errichtet. Die Hauptkirche Surb Astwazazin Catoghike (armenisch Սուրբ Աստվածածին, „Heilige Muttergottes“, westarmenisch Surp Asdwadsadsin, andere Umschriften Surb Astvatsatsin, Surp Astvatsatsin, Surb Astuacacin) ließ der Sohn des Fürsten Sargis Mamikonjan 1221 errichten. Die Kreuzkuppelkirche verfügt an ihrer Ostseite über zweigeschossige Seitenkapellen.
Der Gawit mit seinen vier Säulen wurde der Kirche im Jahre 1259 südlich vorgebaut.
Der südlich von ihr stehende Glockenturm wurde 1259 errichtet. Nördlich der Hauptkirche gibt es eine weitere Kirche. Sie hat einen quadratischen Grundriss und wurde im 10. Jahrhundert errichtet. Südlich der Klosteranlage befindet sich die St.-Harutyun-Kapelle aus dem Jahr 1204, die Hovhannes Vardapet gemeinsam mit seinem Bruder Sargis errichten ließ. Fürst Aslanbek, Sohn des Marzpan Mamikonjan, ließ 1254 zwei Kapellen errichten und schenkte dem Kloster ein wertvolles Evangelium, das mit Gold und Perlen verziert war.
Sämtliche Gebäude des Klosters sind reich mit ornamentalen Reliefs und Inschriften verziert. Die älteste erhaltene Inschrift auf dem Klosterareal wird in die Zeit der Zakariden, einer armenischen Fürstendynastie unter der Oberherrschaft georgischer Könige in den frühen 1200er Jahren, datiert. Die letzte Inschrift stammt aus dem Jahr 1247. Vermutlich wurde das Kloster aufgegeben, als die Mongolen in Armenien einfielen und die bestehende Gesellschaftsordnung zerstörten.
Um das Kloster herum gibt es eine Quelle sowie mehrere Chatschkare (kunstvoll behauene Gedächtnissteine mit einem Reliefkreuz in der Mitte, das von geometrischen und pflanzlichen Motiven umgeben ist). Den Bau der zum Kloster gehörenden Brücke über den Fluss gab Hamik, der Sohn des Smbat Mamikonjan, im 13. Jahrhundert gemeinsam mit seiner Frau in Auftrag. Sie ist heute teilweise zerstört. Auf dem Klosterareal blieben noch die Ruinen einer 1266 von Gevorg Vardapet erbauten Ölpresse erhalten.
Das Kloster wurde 1939 teilweise restauriert. Ausgrabungen wurden 1969 durchgeführt.